# La Crypte du vampire
Pour plus de détails, voir Fiche technique et Distribution.
La Crypte du vampire (titre original : La cripta e l'incubo) est un film d'horreur italo-espagnol réalisé par Camillo Mastrocinque sorti en 1964.

## Synopsis
Toutes les nuits, Laura, fille unique du comte Ludwig Von Karnstein, fait le même cauchemar. Elle imagine qu'elle est la réincarnation de la sorcière Sheena, son ancêtre, qui a été condamnée au bûcher par les siens car elle s'adonnait à la sorcellerie. Avant d'être brûlée vive, elle lança une malédiction sur ses proches, annonçant qu'une Karnstein naîtrait, qui serait son portrait craché et le bras de sa vengeance. Dans ce sinistre château, la gouvernante Rowena, adepte de la magie noire, utilise les dons de médium de Laura pour tenter de faire revenir Sheena.
Mais trois jeunes femmes de la dynastie des Karnstein sont retrouvées mortes dont l'une est la cousine de Laura, Tilde. Après ces trois meurtres, le comte Ludwig redoute que sa fille soit bien la réincarnation de son ancêtre malveillante et déterminée à assouvir sa vengeance.

## Fiche technique
- Titre original : La cripta e l'incubo
- Titre anglophone : Crypt of the vampire
- Réalisation : Camillo Mastrocinque
- Scénario : Ernesto Gastaldi et Tonino Valerii d'après le roman Carmilla de Sheridan Le Fanu
- Montage : Herbert Markle
- Musique : Herbert Buckman
- Photographie : Julio Ortas
- Production : Mario Mariani
- Costumes : Milose
- Décors : Demos Filo
- Pays :  Italie,  Espagne
- Format Noir et blanc
- Genre : horreur
- Durée : 84 minutes
- Date de sortie :
  -  Italie : 27 mai 1964
  -  Mexique : 5 novembre 1964
  -  Espagne : 1er août 1966

## Distribution
- Christopher Lee (VF : Michel Gudin) : Comte Ludwig Von Karnstein
- Audry Amber : Laura Karnstein
- Ursula Davis (VF : Joëlle Janin) : Ljuba
- José Campos (VF : Roger Rudel) : Friedrich Klauss
- Vera Valmont : Annette
- Angel Midlin : Tilde Karnstein
- Nela Conjiu (VF : Lita Recio) : Rowena
- José Villasante (VF : Jean Brunel) : Cedric
- Carla Calò : la mère de Ljuba
- Marzio Margine : le vagabond bossu
- John Karlsen : Franz Karnstein